# Syndrome de la bandelette ilio-tibiale
 Mise en garde médicale
Le syndrome de la bandelette ilio-tibiale, ou du tractus ilio-tibial (STIT), appelé également syndrome de l’essuie-glace, ou encore tendinite du muscle tenseur du fascia lata, est un type de tendinite du genou.

## Mécanisme
Sur la face externe de la cuisse, le muscle tenseur du fascia lata se continue par la bandelette ilio-tibiale composé de tissu fibreux. Ce muscle s’étend depuis la crête iliaque jusqu’en haut du tibia où il s’insère. Lors de la marche il se déplace d’avant en arrière à la manière d’un essuie-glace. Il passe alors au-dessus d'un relief osseux latéral de l’extrémité inférieure du fémur : le condyle latéral de la tubérosité externe.
Dans certaines conditions le fascia lata « accroche » au passage de ce condyle fémoral. Ce conflit répété est à l’origine d’une irritation douloureuse. La gêne induite s’appelle syndrome de la bandelette ilio-tibiale ou « syndrome de l’essuie-glace » ou encore balayage du fascia lata. Elle concerne certaines activités sportives telles que la course à pied, le cyclisme ou la marche.

## Diagnostic
Le diagnostic se fait par un examen clinique de kinésithérapie.
À l’interrogatoire, la douleur siège au niveau du compartiment externe du genou, irradiant parfois le long de la face externe de la cuisse. Elle survient à l’effort et s’installe progressivement.
À la palpation, deux tests permettent le diagnostic :
- le test de Renne : douleur en flexion-extension du genou en charge sur un pied : le patient en appui monopodal (sur un pied) effectue des mouvements du genou en flexion et extension ; il est positif s'il déclenche une douleur[2] ;
- le test de Noble : douleur vive et précise à la palpation du condyle externe, 2  à   3 cm. au-dessus de l’interligne avivée par le passage de la flexion à l’extension[2].

Les examens complémentaires servent uniquement à éliminer d’autres causes de douleurs externes du genou :
- la radiographie standard élimine une atteinte arthrosique externe ou une fracture de fatigue ;
- l’échographie peut, dans certains cas, éliminer une rare[réf. souhaitée] tendinite du muscle poplité ou du biceps crural ;
- l’IRM vérifiera, si nécessaire, l’intégrité du ménisque externe.

## Traitement
En phase aiguë, le traitement est médical : en premier lieu, l’activité sportive est modifiée. Les exercices qui nécessitent une flexion-extension du genou sont supprimés. Ce repos relatif nécessite une participation du patient et donc une bonne compréhension « mécanique » du problème.
- Un traitement médicamenteux est prescrit. Il associe la prise d’antalgiques et d’anti-inflammatoires.
- Des mesures « locales » sont souvent utiles : pommade ou patch anti-inflammatoire, glaçage.
- La rééducation associe physiothérapie, massage et étirement. La physiothérapie fait appel à différentes méthodes : ultrasons, courant antalgique… Les massages et les étirements répondent à une technique précise :
  - Le massage transverse profond est un massage relativement puissant appliqué transversalement au tendon et de manière appuyée[4]. Pendant l’exercice la pression du tendon est douloureuse. On préconise de ne pas dépasser un seuil de 2/10 sur l'échelle de douleur (0 correspondant à aucune douleur, 10 étant une douleur insupportable).
  - Les étirements viennent en complément. Ils portent spécifiquement sur la bandelette ilio-tibiale.

- Dans les cas rebelles, une ou deux infiltrations au niveau de la zone d’inflammation sont nécessaires.

La reprise de l’activité sportive est autorisée lorsque les exercices d’étirement sont indolores. La reprise est graduelle. Elle s’envisage sur 6 semaines si la limitation de l’activité a été respectée et si les exercices d’étirement sont régulièrement pratiqués. Secondairement, en phase préventive, différentes causes de dérèglement sont recherchées et corrigées.
Dans la pratique sportive, il faut veiller au respect des techniques d’échauffement, ne pas sous-estimer l'importance des étirements, bien gérer les périodes de repos et, éventuellement, corriger le geste sportif douloureux. Naturellement, il faut suivre les règles de diététique et d’hydratation.
Il faut également vérifier l’adaptation du matériel : réglage du pédalier, réglage de la surface de course et de la chaussure de sport. La qualité du chaussage est essentielle. En effet, une pronation excessive du pied induit une rotation interne de la jambe et prédispose au stress de la bandelette ilio-tibiale.
Un examen podologique peut faire apparaître parfois un défaut anatomique, comme un genu varum (jambe arquée), une inégalité de longueur des membres inférieurs, ou une forte saillie du condyle. Des semelles de correction sont parfois prescrites.
Le traitement chirurgical est exceptionnel. Il n’est envisagé qu’après échec prolongé d’un traitement médical et kinésithérapie. L’intervention consiste en une section des fibres postérieures de la bandelette au niveau de la zone de frottement. La période de repos est de quelques jours et la marche est autorisée rapidement. La reprise de l’activité sportive s’effectue entre le 2e et le 3e mois.